# Euoniticellus nasicornis
Euoniticellus nasicornis är en skalbaggsart som beskrevs av Reiche 1849. Euoniticellus nasicornis ingår i släktet Euoniticellus och familjen bladhorningar. Inga underarter finns listade i Catalogue of Life.